# Henry Game
 (octobre 2021).
Si vous disposez d'ouvrages ou d'articles de référence ou si vous connaissez des sites web de qualité traitant du thème abordé ici, merci de compléter l'article en donnant les références utiles à sa vérifiabilité et en les liant à la section « Notes et références ».
Henry Harry Game (né le 27 septembre 1923 - décédé le 26 mars 2017) est un entraîneur anglais de football.
Champion national avec l’Antwerp en 1957, à l’âge de 33 ans et 10 mois, il est le plus jeune technicien sacré champion de Belgique.

## Biographie
Harry Game contracte le « virus d’entraîneur » durant la Seconde Guerre mondiale quand il preste comme est jeune moniteur d’éducation physique dans la Royal Air Force. Au terme du conflit, il passe ses diplômes d’entraîneur. Engagé par le cercle grec du Panathinaïkos, il remporte le titre national dès sa troisième saison.
Repéré et engagé par le club belge de l’Antwerp FC, considéré comme le plus ancien club belge encore existant, Game remporte la première Coupe de Belgique de l’Histoire du club et, deux ans plus tard, ce qui reste le dernier titre national du « matricule no 1 » du football belge.
Reparti en Grèce, il preste pendant trois saisons et décroche deux nouveaux titres. Au terme de la saison Championnat de Grèce de football 1961-1962, Game et le « Pana » son sur la piste d’un doublé Championnat – Coupe. Mais la finale contre l’Olympiakos est arrêtée sur le score de « 0-0 », durant la prolongation après 97 minutes… en raison de l’obscurité ! La rencontre est jouée au stade de « Nea Filadelfia » de l’AEK Athènes. À cette époque, l’enceinte est dépourvu d’un éclairage suffisant et homologué. Par la suite, la Fédération grecque ne reprogramme pas la finale par crainte d’incidents entre les supporters des clubs excessivement rivaux.
De retour en fonction au « Great Old » anversois en 1965, Henry Game ne connaît plus les succès antérieurs. Dixième puis cinquième, le club est relégué sous la plus haute division pour la première fois de son Histoire au terme de la saison 1967-1968. À la suite de ce second mandat belge, Game met un terme à son activité professionnelle d’entraîneur.

## Palmarès
Panathinaïkos
- Championnat de Grèce (3) :
  - Champion : 1952-53, 1960-61 et 1961-62.

 Royal Antwerp
- Championnat de Belgique (1) :
  - Champion : 1956-57.
- Coupe de Belgique (1) :
  - Vainqueur : 1954-55.